# Техносфера
Техносфера — объект планетарной экологии, часть экосферы, которая содержит искусственные технические сооружения, которые изготавливаются и используются человеком:
1. часть биосферы (по некоторым представлениям, со временем вся биосфера), коренным образом преобразованная человеком с помощью опосредованного воздействия технических средств, а также технические и техногенные объекты (здания, дороги, механизмы и т. д.) в целях наилучшего соответствия социально-экономическим потребностям человечества{{}};
2. сложная часть антропосферы, охватывающая взаимодействие технических средств производства с природно-ресурсным потенциалом территории на основе научно-технического прогресса;
3. практически замкнутая регионально-глобальная будущая технологическая система утилизации и реутилизации привлекаемых в хозяйственный оборот природных ресурсов, рассчитанная на изоляцию хозяйственно-производственных циклов от природного обмена веществ и потока энергии[2].

## Термин

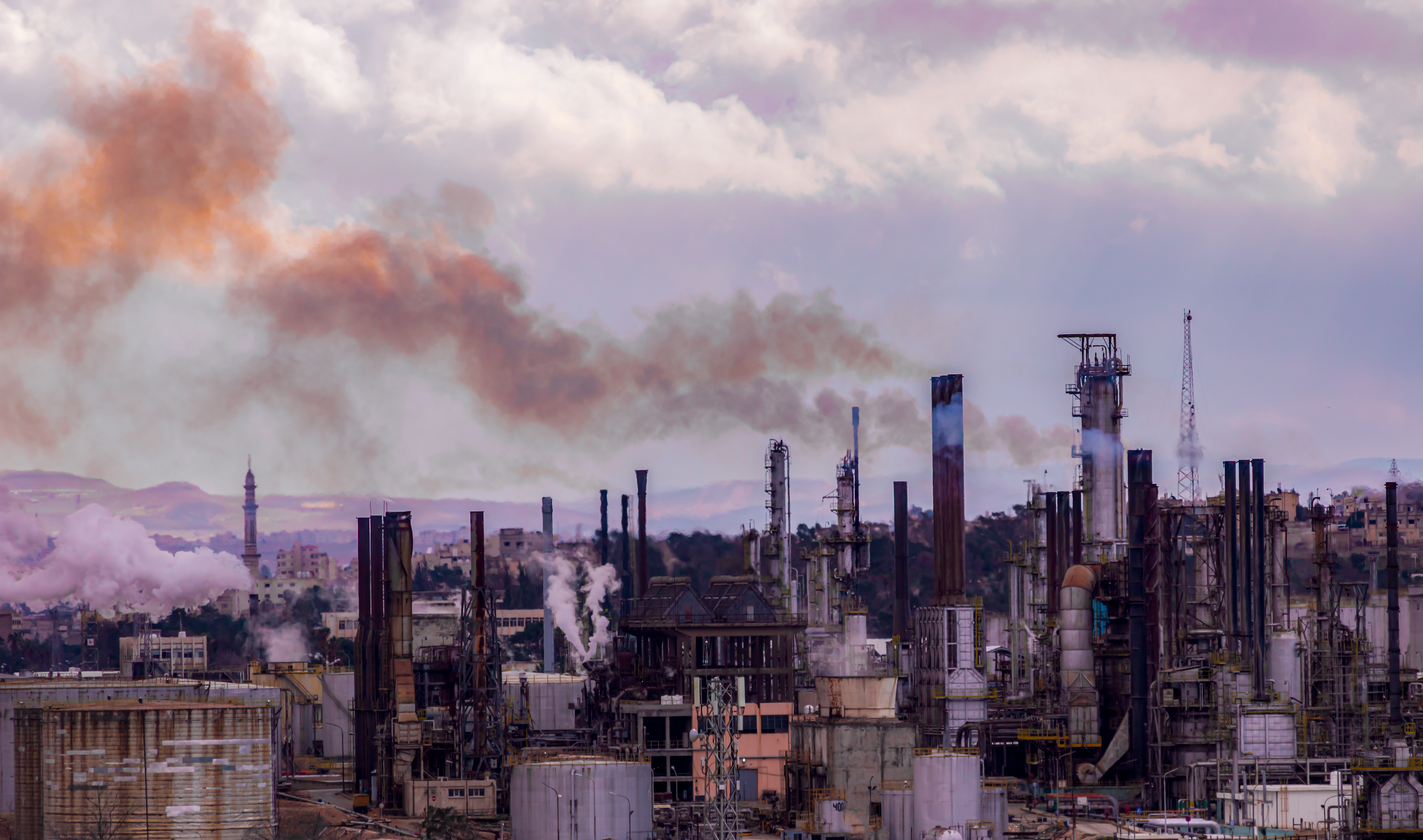
Нефтеперерабатывающий завод в городе Эз-Зарка, Иордания

Понятие техносферы выдвинул американский геолог и инженер Питер Хафф, и оно быстро стало популярным. По оценкам, совокупный вес техносферы составляет порядка 30 триллионов тонн (здания и сооружения, земля, вырытая и перемещенная с целью строительства, сельскохозяйственные угодья, дороги и т. д., включая массу всех имеющихся на Земле материалов, которые люди использовали и выбросили).

## Описание
Техносфера, как целостная система, включает в себя:
- Собственно сами технические артефакты, то есть технику как объект и его социокультурное значение;
- Специфическое техническое знание, умение, правила, теории, их культурную ценность;
- Технической деятельности в двух планах:
  - Как инженерную,
  - И связанную с повседневной жизнью;
- Специфическую техноментальность;
- Систему отношений между человеком и природой, где техника выступает как некий посредник[2].